# The Long Road
The Long Road е четвъртият студиен албум на канадската рок група Никълбек, издаден на 23 септември 2003 година. Албумът е сертифициран като платинен 3 пъти от RIAA през март 2005 г. и е продаден в 3,591 милиона копия до април 2011 година. Албумът дебютира на #6 в Billboard 200.

## Песни
1. Flat On The Floor 2:02
2. Do This Anymore 4:03
3. Someday 3:27
4. Believe It Or Not 4:07
5. Feelin' Way Too Damn Good 4:16
6. Because Of You 3:30
7. Figured You Out 3:48
8. Should've Listened 3:42
9. Throw Yourself Away 3:55
10. Another Hole In The Head 3:35
11. See You At The Show 4:04
12. Saturday Night's Alright (For Fighting) 3:44
13. Yanking Out My Heart 3:36
14. Learn The Hard Way 2:55
15. Someday (Acoustic) 3:27
16. Slow Motion 3:32
17. Love Will Keep Us Together 2:27